# NGC 1098
NGC 1098 est une vaste galaxie lenticulaire située dans la constellation de l'Éridan. NGC 1098 a été découverte par l'astronome américain Francis Leavenworth en 1885.

## Caractéristiques
Sa vitesse par rapport au fond diffus cosmologique est de 7 257 ± 29 km/s, ce qui correspond à une distance de Hubble de 107,3 ± 7,5 Mpc (∼350 millions d'al).
À ce jour, une mesure non basée sur le décalage vers le rouge (redshift) donne une distance d'environ 79,500 Mpc (∼259 millions d'al). Cette valeur est loin à l'extérieur des valeurs de la distance de Hubble. Notons que c'est avec la valeur moyenne des mesures indépendantes, lorsqu'elles existent, que la base de données NASA/IPAC calcule le diamètre d'une galaxie et qu'en conséquence le diamètre de NGC 1098 pourrait être d'environ 92,3 kpc (∼301 000 al) si on utilisait la distance de Hubble pour le calculer.

## Groupe compact de Hickson 21
NGC 1098 fait partie du Groupe compact de Hickson sous l'entrée HCG 21 avec les galaxies NGC 1091, NGC 1092, NGC 1099 et NGC 1100.